# کنی ویگر
کنی ویگر (انگلیسی: Kenny Vigier؛ زادهٔ ۲ ژانویهٔ ۱۹۷۹) بازیکن فوتبال اهل فرانسه است.
از باشگاه‌هایی که در آن بازی کرده‌است می‌توان به باشگاه فوتبال کن، باشگاه فوتبال پاریس، و باشگاه فوتبال پاری سن ژرمن اشاره کرد.